# Buergeria
Buergeria é um género de anfíbio anuro da família Rhacophoridae.
Este género contém as seguintes espécies:
- Buergeria buergeri (Temminck and Schlegel, 1838)
- Buergeria choui Matsui and Tominaga, 2020
- Buergeria japonica (Hallowell, 1861)
- Buergeria otai Wang, Hsiao, Lee, Tseng, Lin, Komaki, and Lin, 2018 "2017"
- Buergeria oxycephala (Boulenger, 1900 "1899")
- Buergeria robusta (Boulenger, 1909)